# Brady Bonds
Pour les articles homonymes, voir Brady.
Les Brady Bonds sont des instruments financiers créés en 1989 par Nicholas Brady, alors secrétaire d'État au Trésor américain de Ronald Reagan, sous forme d'obligations libellées en dollars, à échéance de 30 ans, avec la coopération du Fonds monétaire international, de la Banque mondiale et de la Réserve fédérale de New York.

## Histoire
À partir de 1982, de nombreux pays en voie de développement, pour une bonne part situés en Amérique latine (Argentine, Mexique, Venezuela, Brésil, Costa Rica, Équateur et Uruguay), s'étaient retrouvés en crise et ne pouvaient honorer le remboursement de leurs emprunts auprès des banques étrangères. Les créanciers se sont vus proposer des emprunts à 30 ans, une durée en général plus longue que leurs créances, partiellement garantis par les États-Unis, à condition d'abandonner plus de 50% de leurs créances.
En octobre 1999, l'Équateur a fait défaut sur ses Brady Bonds. À partir de 2006, le Mexique, la Colombie, le Brésil et le Venezuela annoncent qu'ils rachètent leurs Brady Bonds avant l'échéance, afin de « réduire le paiement d'intérêts » et le montant de leurs dettes.